# Amphoe Phana
Amphoe Phana (Thai: อำเภอ พนา) ist ein Landkreis (Amphoe – Verwaltungs-Distrikt) der  Provinz Amnat Charoen. Die Provinz Amnat Charoen liegt im östlichen Teil der Nordostregion von Thailand, dem so genannten Isan.

## Geographie
Benachbarte Amphoe sind vom Westen aus gezählt: die Amphoe Lue Amnat, Mueang Amnat Charoen und Pathum Ratchawongsa der Provinz Amnat Charoen, sowie die Amphoe Trakan Phuet Phon, Lao Suea Kok und Muang Sam Sip in der Provinz Ubon Ratchathani.

## Geschichte
Die Geschichte des Landkreises geht zurück auf die Stadt (Mueang) Phana Nikhon (พนานิคม), die der Mueang Ubon Ratchathani untergeordnet war. Im Jahr 1914 wurde sie zu einem Landkreis umgestaltet. Die Kreisverwaltung lag in Ban Khulu, welches heute im Amphoe Trakan Phuet Phon liegt. Am 1. Dezember 1951 wurde der westliche Tel des Kreises abgetrennt, und daraus der Unterbezirk (King Amphoe) Phana eingerichtet.
Am 22. Juli 1959 wurde Phana zum Amphoe heraufgestuft.
1993 war Phana einer der Landkreise, aus denen die neue Provinz Amnat Charoen geschaffen wurde.

## Verwaltung

### Provinzverwaltung
Amphoe Phana ist in vier Tambon („Unterbezirke“ oder „Gemeinden“) eingeteilt, die sich weiter in 56 Muban („Dörfer“) unterteilen.
| Nr. | Name     | Thai    | Muban | Einw. |
| --- | -------- | ------- | ----- | ----- |
| 01. | Phana    | พนา     | 11    | 4.857 |
| 02. | Chan Lan | จานลาน  | 18    | 8.588 |
| 03. | Mai Klon | ไม้กลอน  | 16    | 7.528 |
| 04. | Phra Lao | พระเหลา | 11    | 7.154 |

### Lokalverwaltung
Es gibt zwei Kommunen mit „Kleinstadt“-Status (Thesaban Tambon) im Landkreis:
- Phana (Thai: เทศบาลตำบลพนา) bestehend aus den Teilen der Tambon Phana, Phra Lao.
- Phra Lao (Thai: เทศบาลตำบลพระเหลา) bestehend aus Teilen des Tambon Phra Lao.

Es gibt drei Kommunen mit „Kommunalverwaltungsorganisation“-Status (Tambon-Verwaltungsorganisationen) im Landkreis:
- Phana (Thai: องค์การบริหารส่วนตำบลพนา) bestehend aus Teilen des Tambon Phana.
- Chan Lan (Thai: องค์การบริหารส่วนตำบลจานลาน) bestehend aus dem kompletten Tambon Chan Lan.
- Mai Klon (Thai: องค์การบริหารส่วนตำบลไม้กลอน) bestehend aus dem kompletten Tambon Mai Klon.